# علم اجتماع حاسوبي

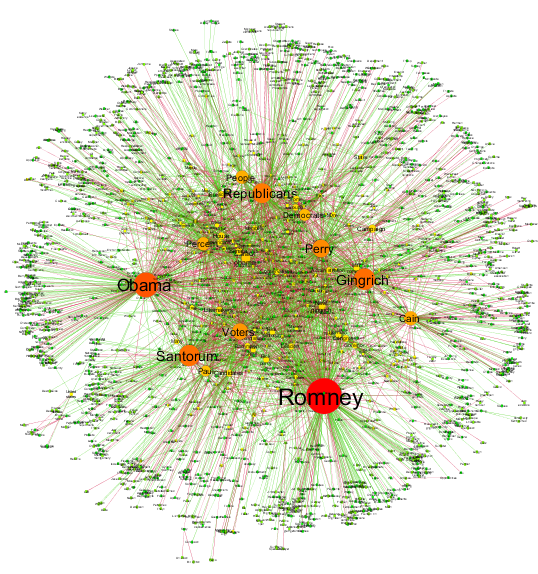
شبكة السرد للانتخابات الأمريكية 2012 - تشير العقد إلى عبارات اسمية، وتنتقل الروابط من الفاعل إلى المفعول به، ويعبر اللون عن علاقة التأييد أو المعارضة. نُشر في: "التحليل الآلي للانتخابات الرئاسية الأمريكية باستخدام البيانات الضخمة وتحليل الشبكات

علم الاجتماع الحاسوبي هو فرع من علم الاجتماع يستخدم أساليب حاسوبية مكثفة لتحليل ونمذجة الظواهر الاجتماعية. يطور علم الاجتماع الحاسوبي ويختبر نظريات العمليات الاجتماعية المعقدة من خلال النمذجة التصاعدية للتفاعلات الاجتماعية. ويشمل فهم العوامل الاجتماعية، والتفاعل بين هذه العوامل، وتأثير هذه التفاعلات على الركام الاجتماعي. على الرغم من أن موضوع البحث والمنهجيات في العلوم الاجتماعية تختلف عن تلك الموجودة في العلوم الطبيعية أو علوم الحاسوب. استُحدثَت العديد من الأساليب المستخدمة في المحاكاة الاجتماعية المعاصرة من مجالات مثل الفيزياء والذكاء الاصطناعي. استُخدمت بعض الأساليب التي نشأت في هذا المجال في مجال العلوم الطبيعية، كتدبير لمركزية الشبكة في مجالات تحليل الشبكات الاجتماعية وعلوم الشبكات. في الأدبيات ذات الصلة، يرتبط علم الاجتماع الحاسوبي غالبًا بدراسة التعقيد الاجتماعي. دخلت مفاهيم التعقيد الاجتماعي مثل النظم المعقدة، والترابط غير الخطي بين العمليات الكلية والجزئية والانبثاق في مفردات علم الاجتماع الحاسوبي. مثال عملي ومعروف هو بناء نموذج حاسوبي على شكل «مجتمع اصطناعي»، من خلاله يمكن للباحثين تحليل بنية النظام الاجتماعي.

## التاريخ

### الخلفية
في العقود الأربعة الماضية، تم التعريف عن علم الاجتماع الحاسوبي واكتسب شعبية، واستُخدِم بدايةً لنمذجة أو بناء تفسيرات للعمليات الاجتماعية ويعتمد على ظهور سلوك معقد من أنشطة بسيطة. فكرة الانبثاق هي أن صفات النظام النهائي ليس من الضرورة أن تكون دائمًا نفسها صفات مكوناته. المسؤولون عن التعريف عن فكرة الانبثاق هم ألكساندر ومورغان وبرود الذين كانوا مؤيدين كلاسيكيين للانبثاقية. توصل هؤلاء الانبثاقيون إلى هذا المفهوم والأسلوب خلال القرن العشرين. كان الهدف من هذه الطريقة هو إيجاد انسجام بين اثنين من الأنطولوجيات المختلفة والمتطرفة، وهما المادية الاختزالية والثنائية. في حين كان للانبثاق دور مهم وهام في تأسيس علم الاجتماع الحاسوبي، هناك فرقة من الناس لا يوافقون على ذلك. شك أحد كبار القادة في هذا المجال، ابشتاين، بالاستخدام بسبب وجود جوانب غير قابلة للتفسير. رفع ابشتاين دعوى ضد الفلسفة الانبثاقية، حيث يقول «إنها بالتحديد الاكتفاء الناتج عن الأجزاء التي تكون الشرح الكامل».
كان للنماذج المعتمدة على العوامل تأثير تاريخي على علم الاجتماع الحاسوبي. ظهرت هذه النماذج لأول مرة في الستينيات، واستُخدمت لمحاكاة عمليات التحكم والتغذية الراجعة في المنظمات والمدن، إلخ. خلال السبعينيات قدم التطبيق استخدام الأفراد كوحدات أساسية للتحليل، واستخدام استراتيجيات تصاعدية لنمذجة السلوكيات. حدثت الموجة الأخيرة في الثمانينيات. في هذا الوقت، كانت النماذج لا تزال تصاعدية. الفرق الوحيد هو أن العوامل تتفاعل بشكل مترابط.

### نظرية النظم والنسق الاجتماعي
في عصر ما بعد الحرب، أصبح التحليل التفاضلي لفانيفار بوش، والأتمتة الخلوية لجون فون نيومان، والسِيبرانية لنوربرت فينر، ونظرية المعلومات لكلود شانون نماذج مؤثرة لنمذجة وفهم التعقيد في النظم التقنية. واستجابة لذلك، بدأ علماء من اختصاصات مثل الفيزياء والبيولوجيا والإلكترونيات والاقتصاد في صياغة نظرية عامة للأنظمة تكون فيها هي جميع الظواهر الطبيعية والفيزيائية تجليات لعناصر مترابطة في نظام له أنماط وخصائص مشتركة.
تلبية لدعوة إميل دوركايم لتحليل المجتمع الحديث المعقد كنوع بنفسه (sui generis). انتهج علماء اجتماع النسق الاجتماعي في مرحلة بعد الحرب، مثل تالكوت بارسونز، نظريات التفاعل المنهجي والتسلسل الهرمي بين العناصر المكونة لمحاولة توليد نظريات اجتماعية موحدة كبيرة، مثل نموذج أجيل. يجادل علماء اجتماع مثل جورج هومانس بأن النظريات الاجتماعية يجب صياغتها في هياكل هرمية من المقترحات والمصطلحات الدقيقة التي يمكن من خلالها استخلاص المقترحات والفرضيات الأخرى وتطبيقها في الدراسات التجريبية. نظرًا لاستخدام خوارزميات وبرامج الحاسوب في وقت مبكر من عام 1956 لاختبار النظريات الرياضية والتحقق من صحتها، مثل مبرهنة الألوان الأربعة، توقع بعض العلماء أن المنهجيات الحاسوبية المتماثلة يمكن أن «تحل وتُثبت» بشكل متناظر المشكلات الناشئة ونظريات البنى والديناميات الاجتماعية.

### المحاكاة الكلية والمحاكاة الجزئية
استخدم علماء الاجتماع بأواخر الستينيات وأوائل السبعينيات، تكنولوجيا الحوسبة بشكل مُتزايد لإجراء عمليات محاكاة كلية لعمليات التحكم والتغذية الراجعة في المنظمات والصناعات والمدن والسكان في العالم. تستخدم هذه النماذج المعادلة التفاضلية للتنبؤ بتوزيع السكان كوظائف كلية لعوامل منهجية أخرى مثل مراقبة المخزون وحركة المرور في المناطق الحضرية والهجرة وانتقال الأمراض.
لاقت محاكاة النظم الاجتماعية اهتمامًا كبيرًا في منتصف السبعينيات، إلا أنّ تقارير نشرتها منظمة نادي روما تتنبأ أن السياسات التي تعزز النمو الاقتصادي الأسّي سيؤدي في النهاية إلى كارثة بيئية عالمية. أدت الاستنتاجات غير المريحة إلى محاولة العديد من المؤلفين التشكيك بالنماذج، في محاولة لجعل الباحثين أنفسهم يبدون غير علميين. على أمل تجنب المصير نفسه، حوّل العديد من علماء الاجتماع انتباههم إلى نماذج المحاكاة الجزئية لصنع تنبؤات ودراسة آثار السياسة من خلال وضع نماذج للتغيرات الإجمالية في حالة الكيانات الفردية، عن طريق نمذجة التغييرات الإجمالية في حالة الكيانات على المستوى الفردي بدلًا من التغيرات في التوزيع على مستوى السكان. ومع ذلك، فإن نماذج المحاكاة الجزئية هذه لم تسمح للأفراد بالتفاعل أو التكيف ولم تكن مخصصة للبحث النظري الأساسي.